# The Dodos
The Dodos es un grupo de músicos experimentales originario de San Francisco, California, EE. UU. Está conformado por Meric Long y Logan Kroeber. Aunque la banda se clasifica como Psych Folk o Noise Rock, es difícil definir el sonido de Dodos ya que en cada álbum experimentan con diversas corrientes e ideas, tales como las escenas New Weird America o Freak Folk.

## Discografía

### Álbumes
- Beware of the Maniacs (2006)
- Visiter (2008)
- Time to Die (2009)
- No color (2011)
- Carrier (2013)
- Individ (2015)
- Certainty Waves (2018)

### Lanzamientos especiales
- Dodo Bird (EP) (2006)
- Red and Purple 7" (2008)
- Fools 7" (2008)
- The Dodos: Live at the Spiegeltent (2008)
- Fables 7" (2009)
- Live From Akropolis, Prague (2009)
- So Cold 7" (2011)
- Dodos Live in Amsterdam (2011)